# The GTOs
The GTOs byla skupina groupies aktivní v šedesátých letech v okolí Los Angeles. Jejich podporovatelem byl hudebník Frank Zappa, který rovněž zajistil vydání jejich jediného alba Permanent Damage (1969).

## Členky
Miss Pamela (vlastním jménem Pamela Ann Miller; * 1948) později vydala několik autobiografií. Miss Mercy (Mercy Fontenot; 1949–2020) si později vzala hudebníka Shuggie Otise. Miss Cynderella (Cynthia Wells) se v roce 1971 provdala za Johna Calea, v roce 1974 hrála ve filmu Caged Heat, k němuž Cale složil hudbu, manželství se rozpadlo v roce 1975 a Cynderella zemřela v roce 1997. Fotografie Miss Christine (Christine Frka) byla použita na obalu Zappova alba Hot Rats a zemřela v roce 1972. Miss Lucy (Lucy Offerall) hrála v Zappově filmu 200 Motels a zemřela v roce 1991. Ve stejném roce zemřela na rakovinu i Miss Sandra (Sandra Lynn Rowe).

## Diskografie
- Permanent Damage (1969)